# Børnelokker
 Der er for få eller ingen kildehenvisninger i denne artikel, hvilket er et problem. Du kan hjælpe ved at angive troværdige kilder til de påstande, som fremføres i artiklen.

En børnelokker er en person, der prøver at lokke børn med slik eller andre lokkemidler med henblik på at udnytte barnet. Udnyttelsen af barnet kan bestå i pædofili-relaterede seksuelle forhold og i nogle tilfælde børneporno. Alternativt kan udnyttelsen bestå i en kidnapning af barnet med heblik på at tvinge barnets nærmeste, f.eks. barnets forældre til at betale en løsesum. I nyere tid foretrækkes ordet pædofil ofte i stedet for børnelokker. 